# 오희준
오희준(1988년 2월 25일 ~ )은 대한민국의 배우이다.

## 학력
- 회인초등학교
- 회인중학교
- 충북공업고등학교
- 중부대학교 연극영화학과

## 출연작

### 영화
- 《남극일기》 (2005년) - 영국 탐험대 1 역
- 《화려한 휴가》 (2007년) - 고등학생 역
- 《글러브》 (2011년) - 불량남학생 역
- 《적과의 동침》 (2011년) - 기관총 병사 역
- 《완득이》 (2011년) - 완득이 반 학생들 역
- 《특수본》 (2011년) - 전령 역
- 《줄탁동시》 (2011년) - 배달남 역
- 《바람과 함께 사라지다》 (2012년) - 서빙고 머슴 역
- 《밀월도 가는 길》 (2012년) - 종혁무리 역
- 《왈츠 속의 탱고》 (2012년, 단편) - 성기 역
- 《사이코메트리》 (2013년) - 불량학생 3 역
- 《잉투기》 (2013년) - 우진 / PK야도란 역
- 《브레이크 모드》 (2014년)
- 《그날 밤》 (2014년, 단편)
- 《소셜포비아》 (2015년) - 군인 역
- 《그놈이다》 (2015년) - 남고생 1 역
- 《재희》 (2015년, 단편)
- 《안나》 (2015년, 단편)
- 《두 개의 연애》 (2016년) - 행랑채 남 역
- 《고산자, 대동여지도》 (2016년) - 배식담당 1 역
- 《가려진 시간》 (2016년) - 수색경찰 역
- 《아기와 나》 (2017년) - 정욱 역
- 《반드시 잡는다》 (2017년) - 양아치 2 역
- 《신과함께: 죄와 벌》 (2017년) - 통역사병 역
- 《악당출현》 (2017년, 단편) - 희준 역
- 《탐정: 리턴즈》 (2018년) - 김재민 역
- 《신과함께: 인과 연》 (2018년) - 고려통역사병 역
- 《동네사람들》 (2018년) - 김동수 역
- 《마감일》 (2018년, 단편) - 백한 역
- 《말모이》 (2019년) - 체신국 우체부 역
- 《악질경찰》 (2019년) - 뽕쟁이 역
- 《돈》 (2019년) - 동명증권 실직 남 역
- 《악인전》 (2019년) - 김동철 역
- 《귀신의 향기》 (2019년) - 고딩남 역
- 《엑시트》 (2019년) - 드론 형제 형 역
- 《메기》 (2019년) - 미이라 역
- 《천문: 하늘에 묻는다》 (2019년) - 젊은 내관 역
- 《디바》 (2020년) - 병원기자 역
- 《마리와 나》 (2020년)
- 《압꾸정》 (2022년) - 발렛남 역 (특별출연)
- 《콘크리트 유토피아》 (2023년) - 노숙자 3 역 (우정출연)
- 《1947 보스톤》 (2023년) - 동구 역
- 《귀신들》 (2025년) - 강남규 B 역
- 《너는 결코 서둘지 말라》 (개봉 미정) - 20대 철웅 역

### 드라마
- 2011년 SBS 주말특별기획 《폼나게 살거야》 - 장팔팔의 똘마니 역
- 2011년 MBC 일일시트콤 《하이킥! 짧은 다리의 역습》
- 2012년 TV조선 수목드라마 《프로포즈 대작전》
- 2012년 KBS2 수목드라마 《세상 어디에도 없는 착한남자》 - 어린시절 한재희를 찾는 남자 역
- 2012년~2013년 KBS2 주말드라마 《내 딸 서영이》 - 군인 역
- 2012년 SBS 대기획 《대풍수》 - 이방과역
- 2013년 MBC 주말특별기획 《백년의 유산》 - 레스토랑 직원 역
- 2013년 KBS2 일일시트콤 《일말의 순정》
- 2013년 KBS2 수목드라마 《상어》 - 어린 김동수 역
- 2013년 SBS 2부작 특집드라마 《사건번호 113》 - 김경득 역
- 2013년 tvN 월화드라마 《후아유》 - 의경 역
- 2013년 MBC 수목드라마 《투윅스》 - 도박장 조폭 역
- 2013년~2014년 SBS 드라마스페셜 《별에서 온 그대》 - 천윤재와 싸운 학생 역
- 2014년 JTBC 월화드라마 《우리가 사랑할 수 있을까》 - 한동희 역
- 2014년 OCN 일요드라마 《귀신 보는 형사 처용》 - 인터넷방송 촬영감독 역
- 2014년 tvN 일요드라마 《삼총사》
- 2014년 SBS 월화드라마 《신의 선물 - 14일》 - 식당 종업원 역
- 2014년 SBS 월화드라마 《닥터 이방인》 - 북한 학생 역
- 2014년 tvN 금토드라마 《아홉수 소년》 - 남창희 역
- 2014년 KBS2 단막극 《KBS 드라마 스페셜 - 액자가 된 소녀》 - 남학생 2 역
- 2014년~2015년 MBC 주말특별기획 《전설의 마녀》 - 빵 만드는 직원 역
- 2015년 tvN 금토드라마 《하트 투 하트》
- 2015년 KBS2 수목드라마 《착하지 않은 여자들》
- 2015년 KBS2 월화드라마 《후아유 - 학교 2015》 - 중국집 배달원 역
- 2015년 tvN 금토드라마 《오 나의 귀신님》 - 고시원에 사는 남자 역
- 2015년 SBS 심야드라마 《심야식당》 - 남자직원 1 역
- 2015년 KBS2 단막극 《KBS 드라마 스페셜 - 계약의 사내》
- 2016년 tvN 월화드라마 《치즈인더트랩》 - 하재우 역
- 2016년 네이버 TV 웹드라마 《지금이 첫사랑인 것처럼》 - 오만수 역
- 2016년 OCN 일요드라마 《뱀파이어 탐정》 - 20년전의 용구형 역
- 2016년 MBC 수목드라마 《운빨로맨스》
- 2016년 MBC 수목드라마 《W》
- 2016년 SBS 드라마스페셜 《원티드》 - 피에로 역
- 2016년 KBS2 단막극 《KBS 드라마 스페셜 - 웃음실격》 - 기상청 신입 역
- 2017년 JTBC 금토드라마 《맨투맨》 - 양상식 팀장 역
- 2017년 JTBC 웹드라마 《막판로맨스》 - 매니저 역
- 2018년 KBS2 월화드라마 《너도 인간이니?》 - 조인태 역
- 2018년 MBC 월화드라마 《검법남녀》 - 석도훈 역 (특별출연)
- 2018년 JTBC 금토드라마 《내 아이디는 강남미인》 - 김찬우 역
- 2018년 SBS 월화드라마 《복수가 돌아왔다》 - 김재윤 역
- 2019년 JTBC 월화드라마 《으라차차 와이키키 2》 - 변태 역
- 2019년 MBC 수목드라마 《신입사관 구해령》 - 안홍익 역
- 2020년 MBC 월화드라마 《365: 운명을 거스르는 1년》 - 구승민 역
- 2020년 KBS2 월화드라마 《계약우정》 - 오경표 역
- 2020년 JTBC 수목드라마 《우리, 사랑했을까》 - 도광수 역
- 2020년 JTBC 금토드라마 《경우의 수》 - 민상식 역
- 2022년 SBS 금토드라마 《악의 마음을 읽는 자들》 - 경찰 역
- 2022년 JTBC 수목드라마 《그린마더스 클럽》 - 동식 역
- 2023년 tvN 월화드라마 《청춘월담》 - 김 내관 역
- 2024년 tvN 토일드라마 《감사합니다》 - 문상호 역
- 2024년 SBS 금토드라마 《열혈사제 2》 - 열빙어/빙상우 역